# Мерекалов, Алексей Фёдорович
Алексе́й Фёдорович Мерека́лов (6 (18) февраля 1900 — 16 октября 1983, Москва) — советский государственный деятель, дипломат.

## Биография
Учился в церковно-приходской школе, потом на рабфаке, с 16 лет работал токарем. Воевал в гражданскую войну на стороне красных, затем работал в органах ВЧК-ОГПУ.
Член ВКП(б). Окончил Московский химико-технологический институт (1935) и Высшие курсы при Академии внешней торговли (1937).
- В 1934—1936 годах — старший инженер-конструктор Союзпродмаша.
- С сентября 1937 по май 1938 года — заместитель народного комиссара внешней торговли СССР, председатель Главного концессионного комитета.
- С 6 мая 1938 по 2 сентября 1939 года — полномочный представитель СССР в Германии. Предложение занять этот пост ему сделали лично В. М. Молотов, а затем и И. В. Сталин. Будучи полномочным представителем СССР в Германии был срочно вызван в Москву на одно из заседаний Политбюро 21 апреля 1939 года[1], там доложил свой анализ советско-германских отношений и завершил его выводом, что даже несмотря на наметившееся потепление в них, рано или поздно Гитлер нападёт на СССР. После этого доклада от участия в работе по подготовке советско-германского пакта о ненападении и торгового договора между СССР и Германией был отстранён, а затем и уволен из НКИД СССР.[2]
- В 1939–1941 годах — главный инженер Московского мясоперерабатывающего комбината.
- В 1941—1958 годах — на государственной и научной работе, был директором Всесоюзного института мясной промышленности Народного комиссариата пищевой промышленности СССР.

Депутат  Верховного Совета СССР 1-го созыва от Коми АССР (1937—1946).
Скончался 16 октября 1983 года. Похоронен в Москве на Калитниковском кладбище, участок 16.

### Семья
Супруга — Евгения Семёновна Мерекалова (1900—1976).
- Сын — Сократ Алексеевич Мерекалов (1924—1992)
  - Внук — Алексей Сократович Мерекалов (род. 1958); старший научный сотрудник Института нефтехимического синтеза им. А. В. Топчиева Российской академии наук.